# レック制御
レック制御は、大阪府岸和田市に本社を置く、特殊機械製造販売の株式会社である。

## 略歴
1991年4月 - エレック 設立
1994年1月 - レック制御開発 設立
1998年1月 - 有限会社レック制御 設立
2007年3月 - 株式会社レック制御 設立

## 受注
産業用巻取機の製造販売が主であるが、金属箔のリサイクル装置、測定器、プログラム開発など、開発型の設備を得意とする。
研究開発型の受注を多く請け負う。
- 2軸ターレット式自動巻取機（自動切断・自動巻き付け）
基材：フィルム、セパレーター、銅箔、アルミ箔、電極材

- 電極材の剥離装置
リチウムイオン二次電池の電極材
銅・カーボン　アルミ・酸化物
銅からカーボンを剥がし、単体化
アルミから酸化物を剥がし、単体化

- 非常用電源装置
震災などにより電源が絶たれた場合に有効な装置
本装置内に、がれき(木屑)を入れ、静かに燃やして電気を作る。
照明や携帯電話の充電に有効。